# Mike dans tous ses états
Pour plus de détails, voir Fiche technique et Distribution.
Mike dans tous ses états (De groeten van Mike!) est un film néerlandais réalisé par Maria Peters, sorti en 2012.

## Fiche technique
- Titre : Mike dans tous ses états
- Titre original : De groeten van Mike!
- Réalisation : Maria Peters
- Scénario : Mirjam Oomkes et Willemine van der Wiel
- Pays d'origine :  Pays-Bas
- Langue : Néerlandais
- Date de sortie : 
  -  Pays-Bas : 12 décembre 2012

## Distribution
- Maas Bronkhuyzen : Mike
- Faas Wijn : Vincent
- Bracha van Doesburgh : Natasja
- Hadewych Minis : Yolanda

## Distinctions
- Le film gagna deux prix au Festival du film de Giffoni : l'Amnesty International Award et le Golden Gryphon.
- Meilleur film pour enfant dans la catégorie Just Film Award au Festival du film Nuits noires de Tallinn.
- Gouden Film